# فلسطين في بطولة العالم للألعاب المائية 2023
شاركت دولة فلسطين في بطولة العالم للألعاب المائية 2023 التي ستقام في فوكوكا باليابان خلال الفترة من 14 إلى 30 يوليو.

## سباحة
كان لدى دولة فلسطين 4 سباحين.
رجال
| الرياضي         | حدث          | البداية | البداية | نصف النهائي   | نصف النهائي   | النهائي       | النهائي       |
| الرياضي         | حدث          | وقت     | ترتيب   | وقت           | ترتيب         | وقت           | ترتيب         |
| --------------- | ------------ | ------- | ------- | ------------- | ------------- | ------------- | ------------- |
| محمود أبو غربية | 50 متر حرة   | 24.88   | 84      | لم يحرز تقدماً | لم يحرز تقدماً | لم يحرز تقدماً | لم يحرز تقدماً |
| محمود أبو غربية | 200 متر حرة  | 1:56.37 | 58      | لم يحرز تقدماً | لم يحرز تقدماً | لم يحرز تقدماً | لم يحرز تقدماً |
| يزن البواب      | 100 متر حرة  | 52.01   | 72      | لم يحرز تقدماً | لم يحرز تقدماً | لم يحرز تقدماً | لم يحرز تقدماً |
| يزن البواب      | 100 متر ظهرا | 57.16   | 45      | لم يحرز تقدماً | لم يحرز تقدماً | لم يحرز تقدماً | لم يحرز تقدماً |

سيدات
| الرياضي          | حدث               | البداية | البداية | نصف النهائي   | نصف النهائي   | النهائي       | النهائي       |
| الرياضي          | حدث               | وقت     | ترتيب   | وقت           | ترتيب         | وقت           | ترتيب         |
| ---------------- | ----------------- | ------- | ------- | ------------- | ------------- | ------------- | ------------- |
| مارينا أبو شمالة | 50 متر حرة        | 28.45   | 71      | لم يحرز تقدماً | لم يحرز تقدماً | لم يحرز تقدماً | لم يحرز تقدماً |
| مارينا أبو شمالة | 50 مترا على الصدر | 34.86   | 40      | لم يحرز تقدماً | لم يحرز تقدماً | لم يحرز تقدماً | لم يحرز تقدماً |
| فاليري ترزي      | 100 متر صدر       | 1:13.95 | 49      | لم يحرز تقدماً | لم يحرز تقدماً | لم يحرز تقدماً | لم يحرز تقدماً |
| فاليري ترزي      | 200 متر صدر       | 2:38.88 | 30      | لم يحرز تقدماً | لم يحرز تقدماً | لم يحرز تقدماً | لم يحرز تقدماً |